# سفارة المجر في فنلندا
سفارة المجر في فنلندا هي أرفع تمثيل دبلوماسي لدولة المجر لدى فنلندا. تقع السفارة في هلسنكي وهي تهدف لتعزيز المصالح المجرية في فنلندا.

## وصلات خارجية
- الموقع الرسمي
- قائمة سفارات المجر
- قائمة السفارات في فنلندا